# Světové sdružení bývalých československých politických vězňů

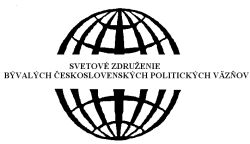
Logo sdružení

Světové sdružení bývalých československých politických vězňů (zkráceně SSČPV, slovensky Svetové združenie bývalých československých politických väzňov (SZČPV)) je občanské sdružení na Slovensku se sídlem v Popradu, jehož oblastí zájmu jsou lidská práva, vrácení společenské autority politickým vězňům, hájení oprávněných požadavků obětí komunismu a připomínání zločinů totalitních režimů organizováním pietních akcí a vydáváním publikaci.
Je to jedna ze tří organizací politických vězňů, které jsou registrovány ve Slovenské republice po listopadu 1989 a zastupují bývalé politické vězně a oběti stalinismu. Organizace sdružuje přes 1200 členů na Slovensku a v zahraničí. Původní název organizace je Světové sdružení bývalých československých politických vězňů v exilu.

## Historie a organizace sdružení
Sdružení založili v Kanadě bývalí političtí vězni, kteří po okupaci Československa 21. srpna 1968 emigrovali do zahraničí. Jedním ze zakládajících členů byl dlouholetý politický vězeň a účastník protifašistického a protikomunistického odboje, letecký akrobat Milo Komínek. Později byla organizace registrovaná ve švýcarském Curychu.
V roce 1988 organizace odhalila v rakouském Alt-Nagelbergu Památník obětem komunistického teroru, umístěný symbolicky v blízkosti bývalé hranice, která tvořila do roku 1989 železnou oponu mezi Východem a Západem.
Po pádu komunismu činnost organizace pokračovala v České republice a po smrti předsedy Mons. ThDr. Antonína Huvara, papežského preláta, se v roce 2001 organizace registrovala ve Slovenské republice.
Kromě bývalých politických vězňů sdružení jako v současnosti jediná organizace na Slovensku zastupuje i osoby násilně odvlečené NKVD do pracovních táborů v bývalém SSSR (gulagy). Po integračním sněmu 6. prosince 2006 se členy Sekce násilně odvlečených stali i bývalí členové již nečinné Slovenské asociace násilně odvlečených (SANO). Tato nejpočetnější sekce SZČPV má v současnosti přes 800 členů.
Součástí SZČPV je i Sekce American POWs, která pátrá po více než pětadvaceti tisících pohřešovaných amerických občanů, kteří se stali oběťmi studené války a skončili v sovětských zajateckých táborech.
Třetí sekcí je Sekce bývalých příslušníků francouzské cizinecké legie v letech 1946 - 1954 a jejich příbuzných. Zabývá se dosud nevyplaceným žoldem po padlých a nezvěstných Češích a Slovácích, kteří jako příslušníci Legie bojovaly proti komunismu v Indočíně.

## Čestní členové a funkcionáři SZČPV

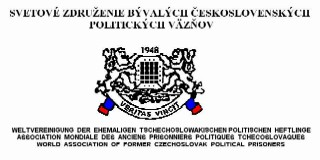
Znak Světového sdružení bývalých ČSL. politických vězňů

- Zesnulý Ján Košút, čestný předseda Sekce násilně odvlečených 2006-2013
- Zesnulý Emil Švec, místopředseda SZČPV, přepaden a unesen StB z Rakouska 2001–2010
- Zesnulý Marián Dudinský, místopředseda SZČPV, předseda Sekce násilně odvlečených 2006-2008
- Zesnulý Štefan Pazdera, předseda Sekce bývalých příslušníků francouzské cizinecké legie v letech 1946–1954 a jejich příbuzných 2001-2010
- Čestný člen in memoriam Izidor Frostig, popravený zlatník židovského původu[2]
- Čestný člen in memoriam Cyril Bystrík Janík, OFM tajně vysvěcený kněz františkánské řehole
- Zesnulý Juraj Fischer, účastník západního odboje a bývalý politický vězeň
- František Bednár, předseda SZČPV 2001 – 2008
- Elena Bačkorová, předsedkyně SZČPV 2008 – 2012
- František Bednár, předseda SZČPV od 6. 10. 2012

## Činnost SZČPV
Památníky

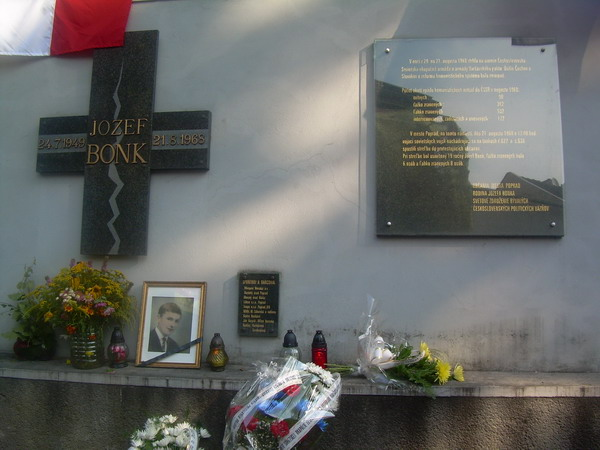
Památník obětem okupace 21. srpna 1968 v Popradu

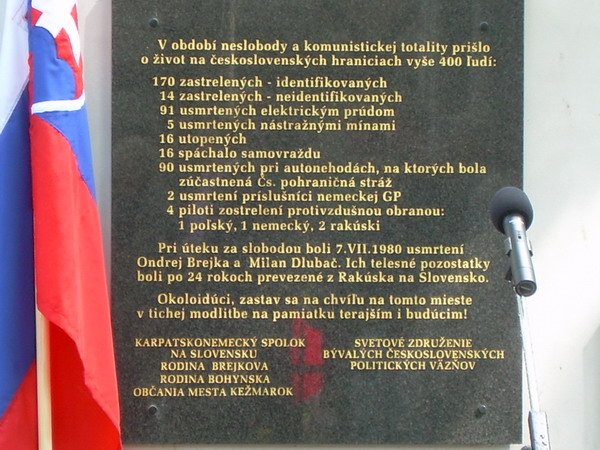
Památník usmrcených na hranicích v r.. 1948 - 1989 v Kežmarku-text

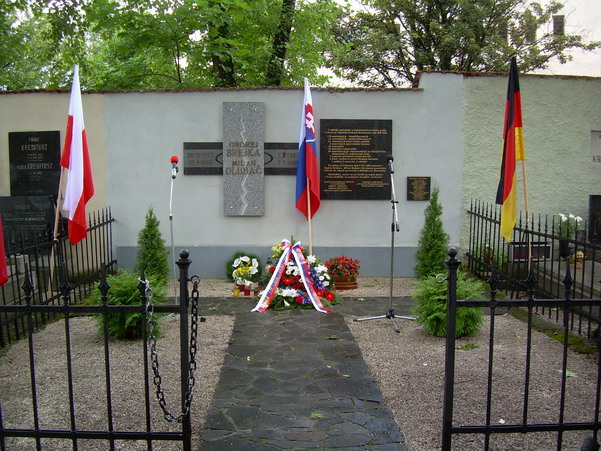
Památník usmrcených na hranicích v r.. 1948 - 1989 v Kežmarku

- 2002 – odhalení prvního památníku na Slovensku se statistikou obětí okupace 21. srpna 1968 na náměstí v Popradu, kde se každoročně konají pietní akce[3]
- 2004 – odhalení Památníku usmrcených na hranicích v letech 1948 – 1989 v Kežmarku, spojené s převozem dvou obětí usmrcených v roce 1980 z Rakouska na Slovensko[4]
- 2010 – odhalení pamětní tabule nebohému páteru františkánské řehole Cyrilovi Bystrík Janík, odsouzenému v roce 1986 v rámci proticírkevní akce StB s názvem "Vír"[5]
- Sdružení spolupracuje na mezinárodním projektu (Slovensko, Maďarsko, Polsko, Ukrajina) Centrální památník násilně odvlečených v Turňa nad Bodvou - Kristův kříž na úpatí Turnianský skalního štítu v údolí Bodva

Publikace
- Marián Dudinský – Kmotrou mi byla StB[6]
- Mikuláš Zseitlik – Sibiřské utrpení[7]
- Jozef Tekel – Novodobé galeje prožité v letech 1945 – 1953[8]
- Alica Hovancová – Zpověď odvlečených, křížová cesta gulagem[9]
- Anton Halko – CESTA ZA VOLNÉHO 17,5 roku v leopoldovské vězení[10]

Legislativní činnost – požadavky a práva účastníků III. protikomunistického odboje a obětí komunismu
- Žádost o podání návrhu zákona na odškodnění obětí okupace Československa[11]
- Žádost o přijetí zákonných opatření v sociální oblasti odstraňujících diskriminaci a zmírňujících křivdy způsobené komunistickým režimem[12]
- Žádost o přiznání výhod pro účastníky odboje a účastníky soudních a mimosoudních rehabilitaci (oprávněné osoby[13]
- Žádost o doplnění návrhu zákona poslanců Národní rady Slovenské republiky Rafaela Rafaj a Jána Sloty na vydání zákona o příplatku k důchodu politickým vězňům (č. PT 224)[14]
- Žádost o vetování zákona poslanců Národní rady Slovenské republiky Rafaela Rafaj a Jána Sloty o příplatku k důchodu politickým vězňům (č. PT 224)[15]
- Žádost o přijetí zákonů k odstranění diskriminace občanů násilně odvlečených do pracovních táborů v býv. SSSR[16]
- Žádost o podání návrhu novely zákona o příplatku k důchodu politických vězňů č.. 274/2007 CFU[17]
- Návrh na odvolání generálního prokurátora SR Dobroslava Trnky[18]
- Otevřený dopis předsedovi Nejvyššího soudu České republiky JUDr. Štefanu Harabinovi[19]
- Návrh na založení občanského tribunálu, který by připravil veřejnou obžalobu na polistopadových Slovenská politiků za zločiny proti lidskosti a ekonomické zločiny páchané na vlastních občanech[20]
- Návrh na přijetí zákona o trestní odpovědnosti právnických osob a novelizaci Zákona o prokazování původu majetku č.. 101/2010 Sb.[21]